# Université de gestion et de tourisme d'Azerbaïdjan
L’Université de gestion et de tourisme d'Azerbaïdjan (UGTA) a formé des cadres dans le tourisme en Azerbaïdjan, créé par le ministère de la Culture et du Tourisme de la République d'Azerbaïdjan. Les objectifs professionnels de l'université comprennent l'amélioration de l'industrie du tourisme, la formation du personnel pour répondre aux besoins en personnel qualifié dans le domaine des voyages et des loisirs et l'hospitalité.

## Facultés
L’UGTA compte trois facultés:
- Le tourisme et l'hospitalité;
- Ingénierie des services;
- Administration des affaires

### Faculté de tourisme et d'accueil
Qualifications:
- Gestion touristique et hôtelière;
- Tourisme et gestion (en anglais);
- Linguistique

Étudiants: 585 étudiants à temps plein, 75 étudiants à temps partiel.
Personnel académique: 1 professeur, 12 professeurs principaux, 2 professeurs seniors, 58 professeurs.
Clubs et organisations: les organisations de jeunes étudiants, la société scientifique étudiante et le centre de carrière

### Faculté d’ingénierie des services
Qualifications:
- Travail social;
- Relations internationales;
- Études régionales;
- Muséologie et monuments d'observation et travaux d'archives;
- Service de transport;
- Ingénierie alimentaire

Étudiants: 452 étudiants à temps plein, 21 personnes à temps partiel
Personnel académique: 2 professeurs, 21 professeurs principaux, 12 professeurs seniors, 23 professeurs
Club et organisations: Société scientifique étudiante,  Union des organisations de jeunes étudiants, club "étudiants", club "débat", groupe "danse", "centre de carrière".

### Faculté d'administration des affaires
Qualifications:
- La gestion;
- Commercialisation;
- Administration des affaires (baccalauréat);
- Finance (licence);
- Organisation et gestion d'entreprise.

Étudiants: 418 étudiants en licence: 38 étudiants en master, 17 étudiants en doctorat.
Personnel académique: 2 professeurs, 6 professeurs principaux, 13 professeurs seniors, 15 professeurs.
Club et organisations: Conseil de recherche facultaire, la Société scientifique étudiante, l’Organisation des jeunes étudiants, le Centre des carrières.

## Programmes d'échange
L'université entretient de nombreuses relations avec d'autres universités dans le monde.